# Michael Fogarty
Michael Fogarty (Kilcolman, Nenagh, County Tipperary, 11 oktober 1859 - Ennis, 25 oktober 1955) was bisschop van het bisdom Killaloe in Ierland. Hij diende als bisschop van 1904 tot aan zijn overlijden in 1955.
Zijn opvolger Joseph Rodgers werd op 10 januari 1948 benoemd tot hulpbisschop van het bisdom Killaloe en titulair bisschop van het bisdom Sebela. Op grond daarvan werd hij op 7 maart 1948 tot bisschop gewijd. Rodgers woonde in die tijd op "Ashline House" aan de Kilrush Road. Voordat hij daar kwam wonen, weigerden de toenmalige bewoners van "Ashline House" te vertrekken. De bewoners waren Ernest de Regge met zijn gezin; de Regge was sinds 1923 in dienst van bisschop Fogarty als organist en dirigent van het koor van de St Peter en Paul kathedraal van Ennis. Voorts woonde er de armlastige familie Corry. Bisschop Fogarty regelde een uitzettingsbevel, de Regge vertrok en het gezin Corry werd op straat gezet.